# کاسترپل
کاسترپل دهستانی در استان آستوریاس اسپانیا است.
در این دهستان ۴٬۲۰۴ نفر زندگی می‌کنند. مساحت این دهستان ۱۲۵٫۷۷ کیلومتر مربع است.